# Douglas TBD Devastator
Chiếc Douglas TBD Devastator (Kẻ Phá Hủy) là một kiểu máy bay ném ngư lôi của Hải quân Hoa Kỳ, đặt hàng năm 1934, bay lần đầu năm 1935 và đưa vào hoạt động năm 1937. Vào thời điểm đó, nó là chiếc máy bay tiên tiến nhất của Hải quân Hoa Kỳ và có thể là của hải quân toàn thế giới. Tuy nhiên, tốc độ phát triển máy bay đã nhanh chóng bắt kịp nó, cho đến khi Nhật Bản tấn công Trân Châu Cảng TBD đã lỗi thời. Nó hoạt động khá trong vài trận chiến ban đầu, nhưng trong trận Midway những chiếc Devastator tham gia tấn công hạm đội Nhật gần như bị tiêu diệt toàn bộ. Kiểu này được nhanh chóng rút khỏi phục vụ ngoài mặt trận, và được thay bằng Grumman TBF Avenger.

## Thiết kế và phát triển

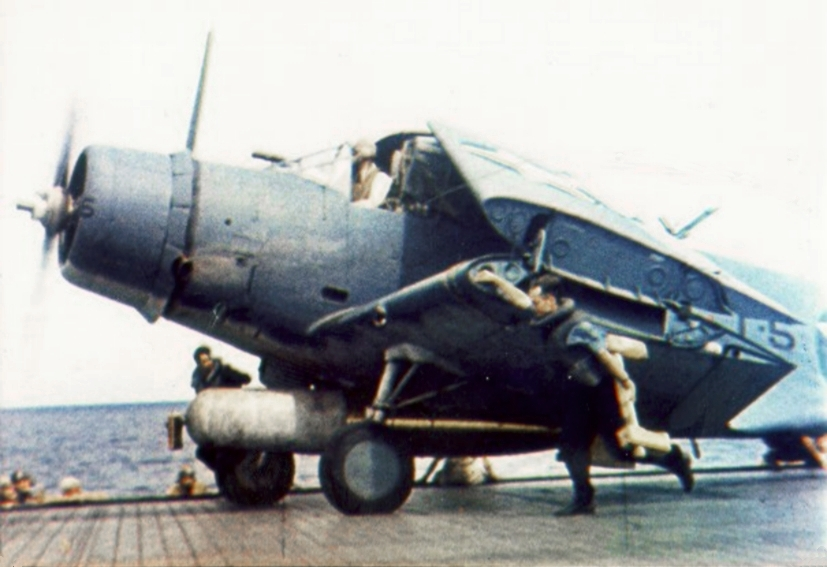
TBD của Phi Đội VT-8 lăn bánh trên tàu sân bay CV-8 trong khoảng 15 tháng 5 năm 1942. Máy bay này được trang bị 2 súng máy 0,30 in và mang ngư lôi.

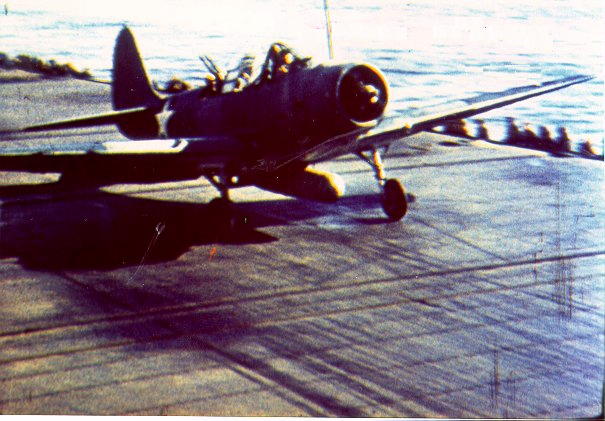
Chiếc TBD cuối cùng của VT-8, số hiệu T-16 (1506), do Thiếu tá John C. Waldron lái và Horace Franklin Dobbs, ngồi ở ghế sau, cất cánh từ USS Hornet ngày 4 tháng 6 năm 1942.

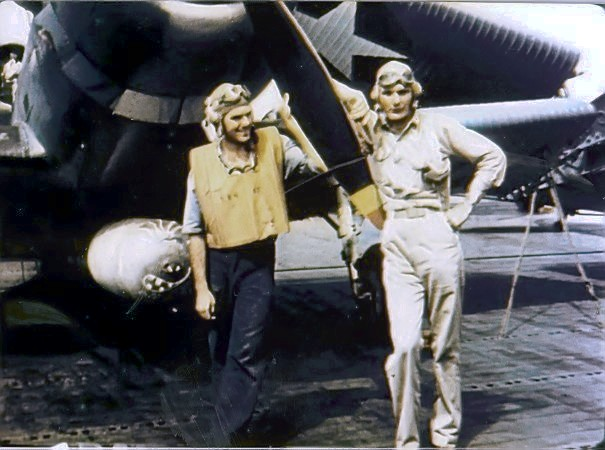
Thiếu úy George Gay (phải), người sống sót duy nhất của Phi Đội VT-8 USS Hornet (CV-8) tại Midway, đứng cạnh chiếc TBD vào ngày 4 tháng 6 năm 1942.

TBD Devastator ghi dấu như là kiểu máy bay có nhiều cái "nhất" trong Hải quân Hoa Kỳ. Đây là máy bay cánh đơn đầu tiên dùng rộng rãi trên tàu sân bay, cũng là máy bay đầu tiên chế tạo toàn bằng kim loại, chiếc đầu tiên có buồng lái hoàn toàn kín, chiếc đầu tiên với càng đáp xếp được bằng thủy lực; công bằng mà nói TBD là một cuộc cách mạng. Trang bị bộ bánh đáp xếp được một phần, các bánh thu gọn 25 cm (10 inches) bên dưới cánh cho phép hạ cánh bụng với tổn hại tối thiểu.
Đội bay 3 người bố trí bên dưới nóc khoang lái "nhà kính" lớn kéo dài gần nữa chiều dài máy bay. Phi công, đương nhiên, ngồi phía trước; điện tín viên kiêm xạ thủ súng máy ngồi sau cùng, trong khi sĩ quan thả bom ngồi ghế giữa. Khi thả bom, sĩ quan thả bom nằm sấp chui vào vị trí bên dưới ghế phi công để ngắm qua một cửa sổ dưới thân máy bay, sử dụng thiết bị ngắm ném bom Norden. Vũ khí tấn công được thả có thể là 1 ngư lôi Mark XIII hoặc 1 bom 450 kg (1000 lb). Vũ khí phòng thủ gồm 1 súng máy 7,62 mm (.30 cal) hay 12,7 mm (.50 cal) bắn ra trước, và 1 súng máy 7,62 mm (.30 cal) cho xạ thủ phía sau.
Động cơ trang bị là kiểu Pratt & Whitney R-1830-64 Twin Wasp bố trí vòng tròn, công suất 900 mã lực (671 kW).
129 chiếc kiểu này được đặt mua bởi Cơ quan Hàng không (BuAer: Bureau of Aeronautics) Hải quân Mỹ để trang bị cho các tàu sân bay Saratoga, Enterprise, Lexington, Wasp, Hornet, Yorktown và Ranger.
Hải quân Mỹ ý thức vào năm 1940 rằng chiếc TBD đã bị các kiểu máy bay tiêm kích và ném bom các nước khác vượt qua, nên đang chuẩn bị kiểu thay thế (chiếc TBF Avenger), nhưng nó chưa đưa vào sử dụng khi Hoa Kỳ bước vào Thế Chiến II. Đến lúc đó, hao hụt trong huấn luyện đã làm giảm số máy bay chỉ còn hơn 100 chiếc. Devastator trở nên cái bẫy chết người của đội bay; bay chậm và kém cơ động, vũ khí tự vệ kém và vỏ giáp yếu so với vũ khí thời đó. Tốc độ của nó khi lướt tiếp cận thả bom chỉ khoảng 200 dặm mỗi giờ, làm nó trở nên con mồi dễ dàng cho máy bay tiêm kích và súng phòng không.
Hải quân Mỹ bắt đầu đặt tên thông dụng cho những máy bay của họ từ cuối năm 1941, và TBD mang tên "Devastator".

## Lịch sử hoạt động
Những ngày đầu của chiến cuộc Thái Bình Dương, TBD làm tốt phận sự của nó trong tháng 2 và tháng 3 năm 1942 và tại trận chiến Biển San Hô, trong đó Devastator giúp đánh chìm tàu sân bay Shōhō của Nhật.
Những sự cố xảy ra cho kiểu ngư lôi Mark XIII vào lúc này. Nhiều trái đánh trúng mục tiêu nhưng không nổ; lại có xu hướng lặn sâu hơn độ sâu quy định. Phải mất hơn một năm để khắc phục những vấn đề này.
Những vấn đề trên chưa khắc phục được vào thời điểm trận Midway, 4 tháng 6 năm 1942. 41 chiếc Devastator xuất kích từ các tàu sân bay USS Hornet, USS Enterprise và USS Yorktown để tấn công hạm đội Nhật. Những chiếc máy bay tiêm kích hộ tống cho nó bị mất liên lạc, và TBD khởi sự tấn công mà không được bảo vệ đầy đủ. Phóng ngư lôi đòi hỏi phải bay đường bay thẳng kéo dài, làm cho máy bay trở nên chỗ yếu, cùng tốc độ bay thấp là mồi ngon cho những chiếc Mitsubishi Zero. Chỉ có 4 chiếc quay trở lại Enterprise, không chiếc nào quay về Hornet hay Yorktown. Tệ nhất, không trái ngư lôi nào trúng. Dù sao, sự hy sinh của chúng không vô nghĩa; những hành động tự sát anh hùng của các đội bay Devastator hôm đó đã thu hút lực lượng tiêm kích cảnh vệ trên không Nhật ra khỏi vị trí, trong khi các tàu sân bay Nhật đang tiếp dầu và vũ khí cho máy bay ném bom, một cơ hội được khai thác bởi những chiếc máy bay ném bom bổ nhào SBD Dauntless chỉ huy bởi Trung tá C. Wade McClusky.
Hải quân lập tức rút TBD khỏi các đơn vị tiền tuyến sau trận Midway. Chỉ còn 39 máy bay tiếp tục phục vụ ngắn hạn tại Đại Tây Dương và trong các phi đội huấn luyện cho đến năm 1944. Chiếc TBD cuối cùng của Hải quân được dùng bởi Chỉ huy trưởng Không lực Hạm đội Bờ Tây, và không còn chiếc nào khi chiếc TBD của ông bị tháo bỏ vào tháng 11 năm 1944.. Không chiếc nào còn lại sau chiến tranh.
Một cách sòng phẳng, thảm họa của trận Midway phần lớn là do tính mong manh của loại máy bay ném bom/ngư lôi trước hỏa lực pháo phòng không và máy bay tiêm kích phòng ngự. Không có máy bay tiêm kích hộ tống để kìm chân Zero và thu hút pháo phòng không hạm đội, ngay cả TBF Avenger cũng chịu tổn thất nặng tương đương như vậy.

## Các nước sử dụng
Hoa Kỳ
- Hải quân Hoa Kỳ
- Thủy quân Lục chiến Hoa Kỳ

## Đặc điểm kỹ thuật (TBD-1 Devastator)

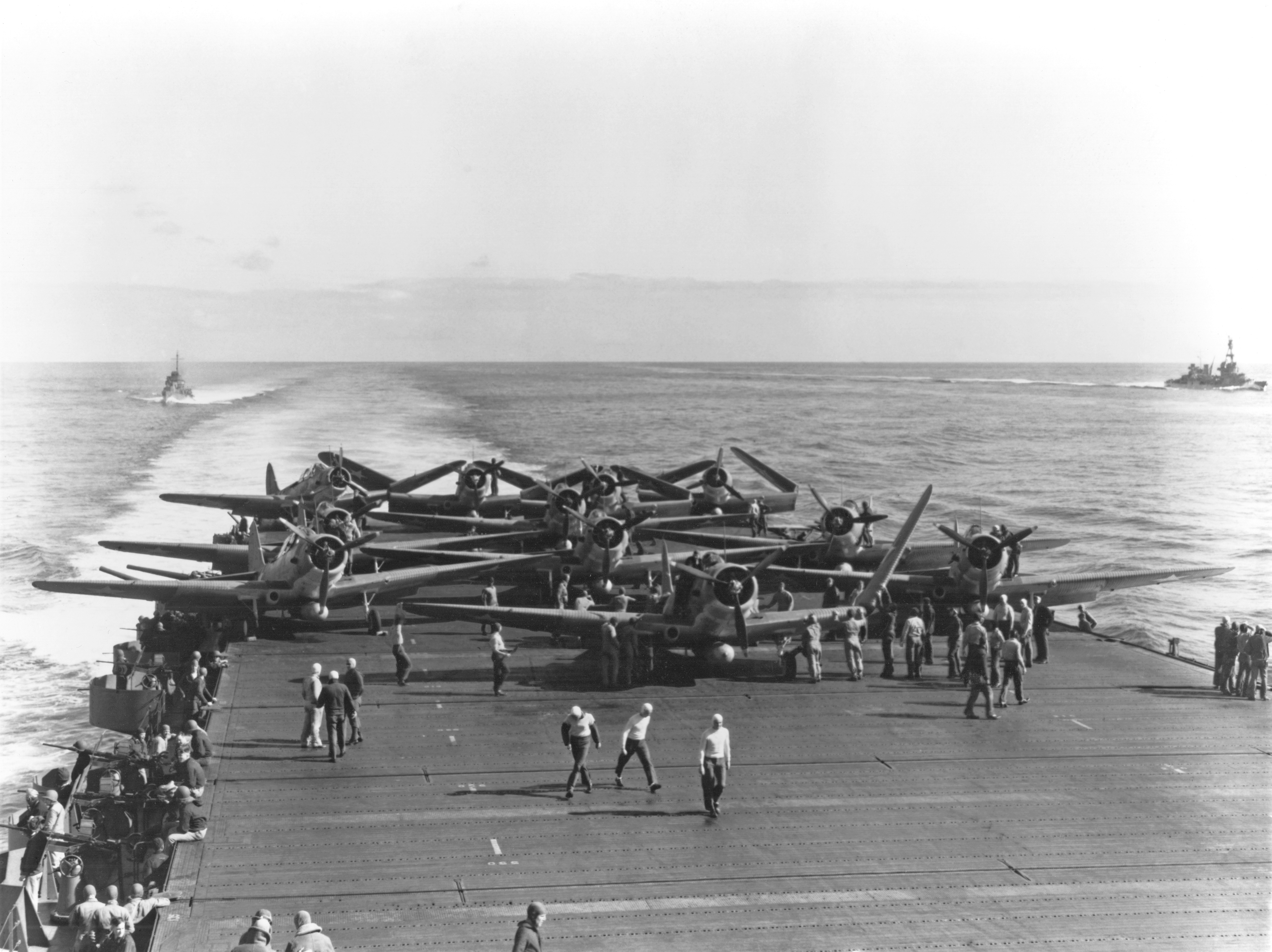
TBD thuộc Phi Đội VT-6 trên tàu sân bay USS Enterprise, chuẩn bị cất cánh trong trận Midway

### Đặc điểm chung
- Đội bay: 03 người (phi công, sĩ quan thủy lôi/hoa tiêu, điện báo viên/xạ thủ súng máy)
- Chiều dài: 10,67 m (35 ft 0 in)
- Sải cánh: 15,24 m (50 ft 0 in)
- Chiều cao: 4,60 m (15 ft 1 in)
- Diện tích bề mặt cánh: 39,2 m² (422 ft²)
- Trọng lượng không tải: 2.804 kg (6.182 lb)
- Trọng lượng có tải: 4.473 kg (9.862 lb)
- Trọng lượng cất cánh lớn nhất: 4.623 kg (10.194 lb)
- Động cơ: 1 x động cơ Pratt & Whitney R-1830-64 Twin Wasp-86 bố trí hình tròn, công suất 900 mã lực (671 kW)

### Đặc tính bay
- Tốc độ lớn nhất: 331 km/h (206 mph)
- Tầm bay tối đa: 700 km (435 mi)
- Trần bay: 6.000 m (19.700 ft)
- Tốc độ lên cao: 3,7 m/s (720 ft/min)

### Vũ khí
- 1 x súng máy M1919 Browning 7,62 mm (.30 cal) hướng trước.
- 1 x súng máy 7,62 mm (.30 cal) ở buồng lái sau (sau này tăng lên 2 súng)
- 1 x bom 453 kg (1.000 lb), hoặc
- 1 x ngư lôi Mark XIII 544 kg (1.200 lb)

## Nội dung liên quan

### Máy bay tương tự
- Fairey Barracuda
- Great Lakes XTBG
- Grumman TBF Avenger
- Nakajima B5N
- Nakajima B6N
- Yokosuka B4Y

### Danh sách liên quan
- Danh sách máy bay chiến đấu
- Danh sách máy bay quân sự Hoa Kỳ
- Danh sách máy bay quân sự giữa hai cuộc chiến tranh thế giới
- Danh sách máy bay trong Chiến tranh Thế giới II